# Fuxin
Fuxin (kinesisk: 阜新; pinyin: Fùxīn; Wade-Giles: Fù-hsīn) er en by på præfekturniveau i provinsen Liaoning i det nordlige ved Kina, ved kysten til det Gule Hav. Præfekturet har et areal på 	10,445 km² og en befolkning på 
1.930.000 mennesker, hvoraf 	785.000 bor i byområdet (2005). 

## Administrative enheder
Bypræfekturet Fuxin har jurisdiktion over 5 distrikter (区 qū), et amt (县 xiàn) og et autonomt amt (自治县 zìzhìxiàn).
| Kort            | Kort                 | Kort             | Kort                     | Kort                   | Kort        | Kort      |
| --------------- | -------------------- | ---------------- | ------------------------ | ---------------------- | ----------- | --------- |
| Kort over Fuxin |                      |                  |                          |                        |             |           |
| #               | Navn                 | Hanzi            | Pinyin                   | Befolkning (2003 est.) | Areal (km²) | Indb./km² |
| Distrikter      |                      |                  |                          |                        |             |           |
| 1               | Haizhou              | 海州区           | Hǎizhōu Qū               | 280.000                | 97          | 2.887     |
| 2               | Xinqiu               | 新邱区           | Xīnqiū Qū                | 90.000                 | 128         | 703       |
| 3               | Taiping              | 太平区           | Tàipíng Qū               | 180.000                | 108         | 1.667     |
| 4               | Qinghemen            | 清河门区         | Qīnghémén Qū             | 70.000                 | 105         | 667       |
| 5               | Xihe                 | 细河区           | Xìhé Qū                  | 160.000                | 126         | 1.270     |
| Amt             |                      |                  |                          |                        |             |           |
| 6               | Zhangwu              | 彰武县           | Zhāngwǔ Xiàn             | 420.000                | 3.635       | 116       |
| Autonomt amt    |                      |                  |                          |                        |             |           |
| 7               | Fuxin (For mongoler) | 阜新蒙古族自治县 | Fùxīn Měnggǔzú Zìzhìxiàn | 730.000                | 6.246       | 117       |